# Frankowanie

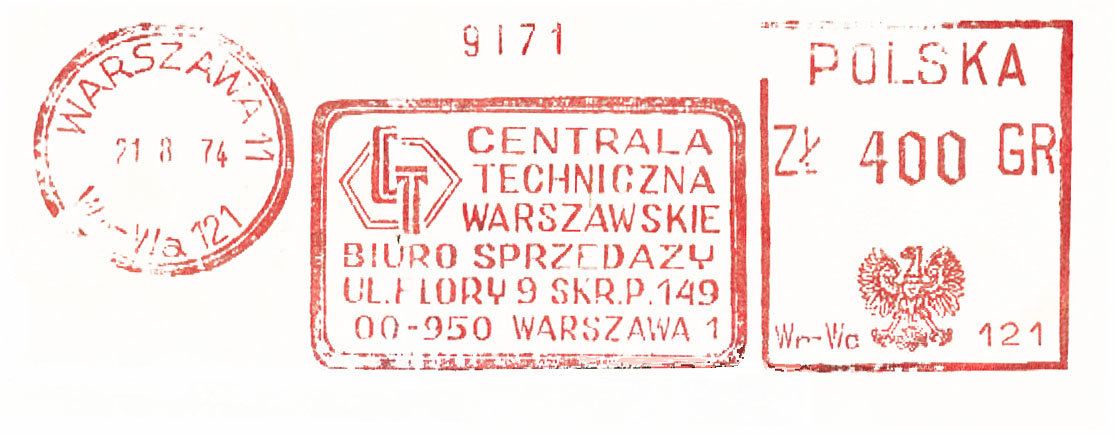
Nadruk opłaty pocztowej z frankownicy

Frankowanie – automatyczne nadrukowywanie na kopercie opłaty pocztowej, eliminujące konieczność ręcznego naklejania znaczków pocztowych. Dodatkowo można nadrukować logo oraz dane nadawcy. Listy mogą być podawane masowo, co skraca czas opisywania. Do frankowania służy frankownica.